# Małołącka Przełęcz

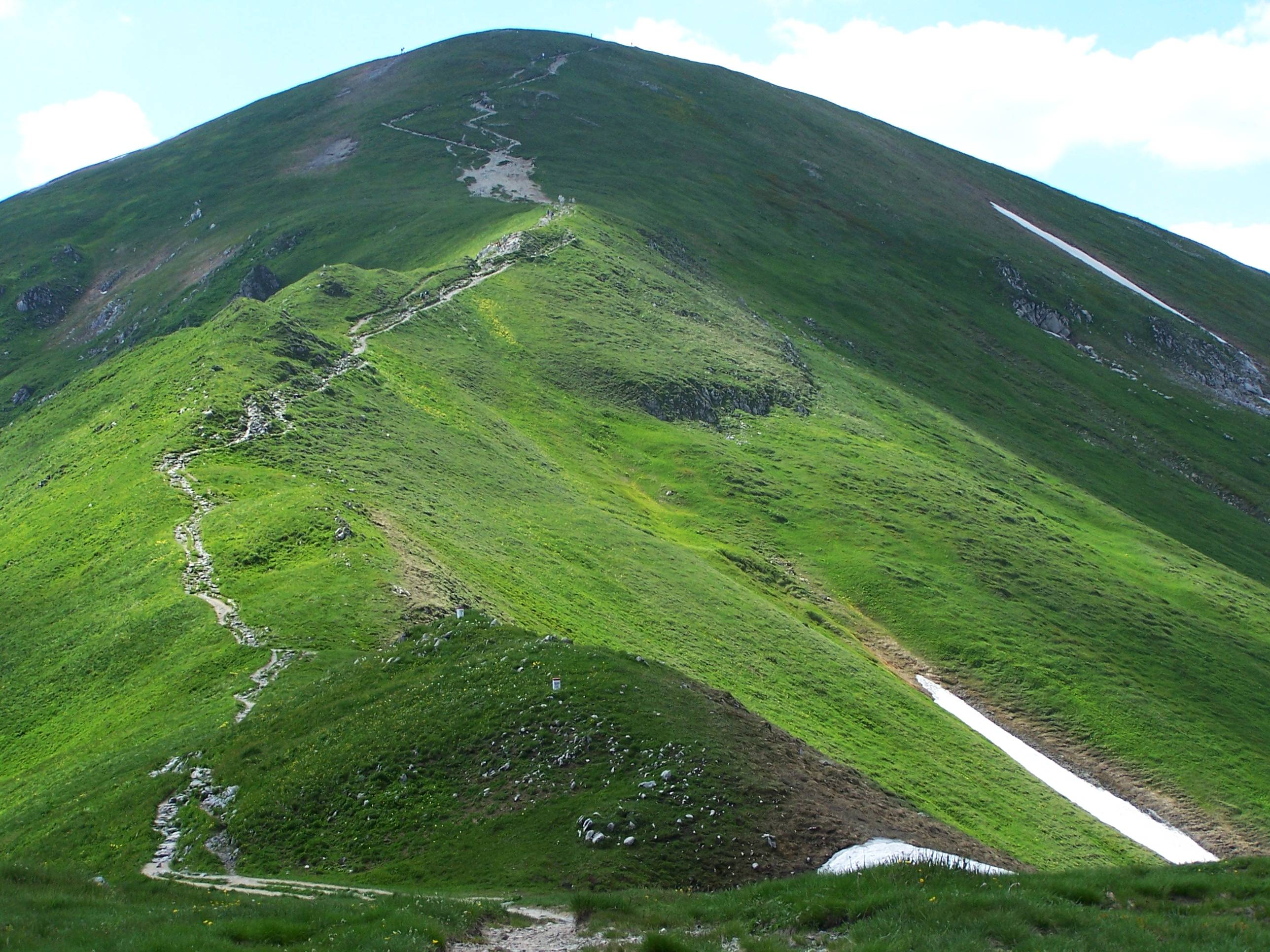
Małołącka Przełęcz mit Małołączniak

Die Małołącka Przełęcz ist ein Gebirgspass im Süden der polnischen Woiwodschaft Kleinpolen und der Slowakei in der Westtatra (Massiv der Czerwone Wierchy). Der Pass befindet sich in der Gemeinde Kościelisko im Hauptkamm der Tatra und verbindet den Kessel Wyżnia Świstówka (Seitental der Dolina Małej Łąki) mit dem Tal Rozpadlá dolinka im Talsystem der Tichá dolina. Der Pass ist 1924 m ü.N.N. hoch und grenzt an die Gipfel Małołączniak sowie Kopa Kondracka. Der Pass wurde von altersher von Schäfern genutzt. 
Auf den Pass führt ein rot markierter Wanderweg vom Kasprowy Wierch/Świnica ins Tal Dolina Kościeliska. In der Vergangenheit gab es auch einen markierten Wanderweg aus dem Tal Dolina Małej Łąki auf den Pass.